# Auriga de Delfos
O Auriga de Delfos é uma estátua em bronze representando um condutor de carruagem (auriga). Produzido na Grécia em torno de 478-474 a.C., fazia parte de um grupo que incluída um segundo personagem, a carruagem e quatro cavalos. É uma das poucas estátuas em bronze gregas originais que sobreviveram, uma das principais obras representantes do Estilo Severo, e uma das principais atrações do Museu Arqueológico de Delfos.
O Auriga foi encontrado em 1896 por escavadores franceses na área do santuário de Apolo em Delfos, na mesma localização indicada por Pausânias. Uma inscrição encontrada próxima da estátua, dizendo "Polyzalos me dedicou", sugere que o conjunto tenha sido oferecido por Polyzalos, tirano de Gelas, na Sicília, em agradecimento ao deus por uma vitória nas corridas dos Jogos Pítios. Um segundo fragmento de inscrição, embora menos legível, parece mostrar o nome do autor, Sotades, mas também foi atribuída a Pitágoras de Régio.
Mede 1,82 metro de altura, e devido às suas dimensões, o conjunto completo deve ter custado uma fortuna. Foi criada com a técnica da cera perdida, tem um interior oco, olhos incrustados em vidro e pedras semipreciosas, detalhes em cobre e uma faixa de prata cinge a cabeça. Está quase íntegra, faltando o braço esquerdo. O manto tem expressivo e dinâmico detalhamento nas pregas em torno dos ombros, mas depois cai pelo corpo sem movimento, lembrando o feitio de uma coluna dórica. Também os cabelos recebem um tratamento detalhado e movimentado. Sobrevivem alguns outros fragmentos do conjunto, incluindo três patas de cavalos e um braço do segundo personagem. A relativa rigidez da postura do corpo, junto com o delicado movimento da cabeça e o modelado sutil do braço, mão e face, são um bom exemplo da transição de uma arte altamente estilizada típica do período arcaico e as importantes conquistas do naturalismo que seriam observadas no período clássico subsequente.